# Testamentariae
Testamentariae va ser el nom de les diverses lleis relatives als testaments i disposicions testamentàries a l'antiga Roma. Les principals van ser la Cornelia testamentaria, la Falcidia, la Furia testamentaria i la Voconia.